# Théus
Théus, aussi écrit Théüs, est une commune française située dans le département des Hautes-Alpes en région Provence-Alpes-Côte d'Azur.

## Géographie
Théus est une commune de moyenne montagne située sur les pentes du mont Colombis, en rive droite de la Durance, à quelques kilomètres en aval du défilé de serre Ponçon.
La partie sud de la commune, dite « la Plaine », entre 650 et 700 mètres d'altitude, est une zone agricole riche, formée par la superposition, sur la plaine alluviale de la Durance, recreusée par celle-ci, des cônes de déjection du torrent de Théus et du Merdaret, qui érodent fortement les pentes du mont Colombis. La partie centrale est contrastée : à l'ouest des hautes plaines cultivées et des pâturages, à l'est le ravin profond du Vallauria, où l'érosion dans des marnes friables a constitué une formation géologique remarquable de cheminées de fées, la célèbre « salle de bal des demoiselles coiffées ». Le nord de la commune, à plus de 1 500 mètres d'altitude, est moyennement accidenté et essentiellement couvert de forêts.
Contrairement à ses voisins, Remollon et Espinasses, qui se sont étalés dans la plaine le long de la route, le village de Théus est installé dans l'intérieur, en position défensive, à l'étroit sur une butte d'où la vue est large sur la plaine, mais qui communique mal avec la vallée.

### Climat
Pour des articles plus généraux, voir Climat de Provence-Alpes-Côte d'Azur et Climat des Hautes-Alpes.
En 2010, le climat de la commune est de type climat méditerranéen altéré, selon une étude du Centre national de la recherche scientifique s'appuyant sur une série de données couvrant la période 1971-2000. En 2020, Météo-France publie une typologie des climats de la France métropolitaine dans laquelle la commune est exposée à un climat de montagne ou de marges de montagne et est dans la région climatique Alpes du sud, caractérisée par une pluviométrie annuelle de 850 à 1 000 mm, minimale en été.
Pour la période 1971-2000, la température annuelle moyenne est de 9,4 °C, avec une amplitude thermique annuelle de 17,6 °C. Le cumul annuel moyen de précipitations est de 1 021 mm, avec 7,9 jours de précipitations en janvier et 5,6 jours en juillet. Pour la période 1991-2020, la température moyenne annuelle observée sur la station météorologique de Météo-France la plus proche, « Turriers », sur la commune de Turriers à 8 km à vol d'oiseau, est de 10,6 °C et le cumul annuel moyen de précipitations est de 795,7 mm. 
La température maximale relevée sur cette station est de 40 °C, atteinte le 23 août 2023 ; la température minimale est de −17 °C, atteinte le 1er février 2010,,.
Les paramètres climatiques de la commune ont été estimés pour le milieu du siècle (2041-2070) selon différents scénarios d'émission de gaz à effet de serre à partir des nouvelles projections climatiques de référence DRIAS-2020. Ils sont consultables sur un site dédié publié par Météo-France en novembre 2022.

## Urbanisme

### Typologie
Au 1er janvier 2024, Théus est catégorisée commune rurale à habitat dispersé, selon la nouvelle grille communale de densité à 7 niveaux définie par l'Insee en 2022.
Elle est située hors unité urbaine. Par ailleurs la commune fait partie de l'aire d'attraction de Gap, dont elle est une commune de la couronne,. Cette aire, qui regroupe 73 communes, est catégorisée dans les aires de 50 000 à moins de 200 000 habitants,.

### Occupation des sols
L'occupation des sols de la commune, telle qu'elle ressort de la base de données européenne d’occupation biophysique des sols Corine Land Cover (CLC), est marquée par l'importance des forêts et milieux semi-naturels (74,5 % en 2018), en diminution par rapport à 1990 (77,2 %). La répartition détaillée en 2018 est la suivante : 
forêts (34,4 %), milieux à végétation arbustive et/ou herbacée (34,2 %), zones agricoles hétérogènes (14,1 %), cultures permanentes (6,5 %), espaces ouverts, sans ou avec peu de végétation (5,9 %), terres arables (4,9 %).
L'évolution de l’occupation des sols de la commune et de ses infrastructures peut être observée sur les différentes représentations cartographiques du territoire : la carte de Cassini (XVIIIe siècle), la carte d'état-major (1820-1866) et les cartes ou photos aériennes de l'IGN pour la période actuelle (1950 à aujourd'hui).

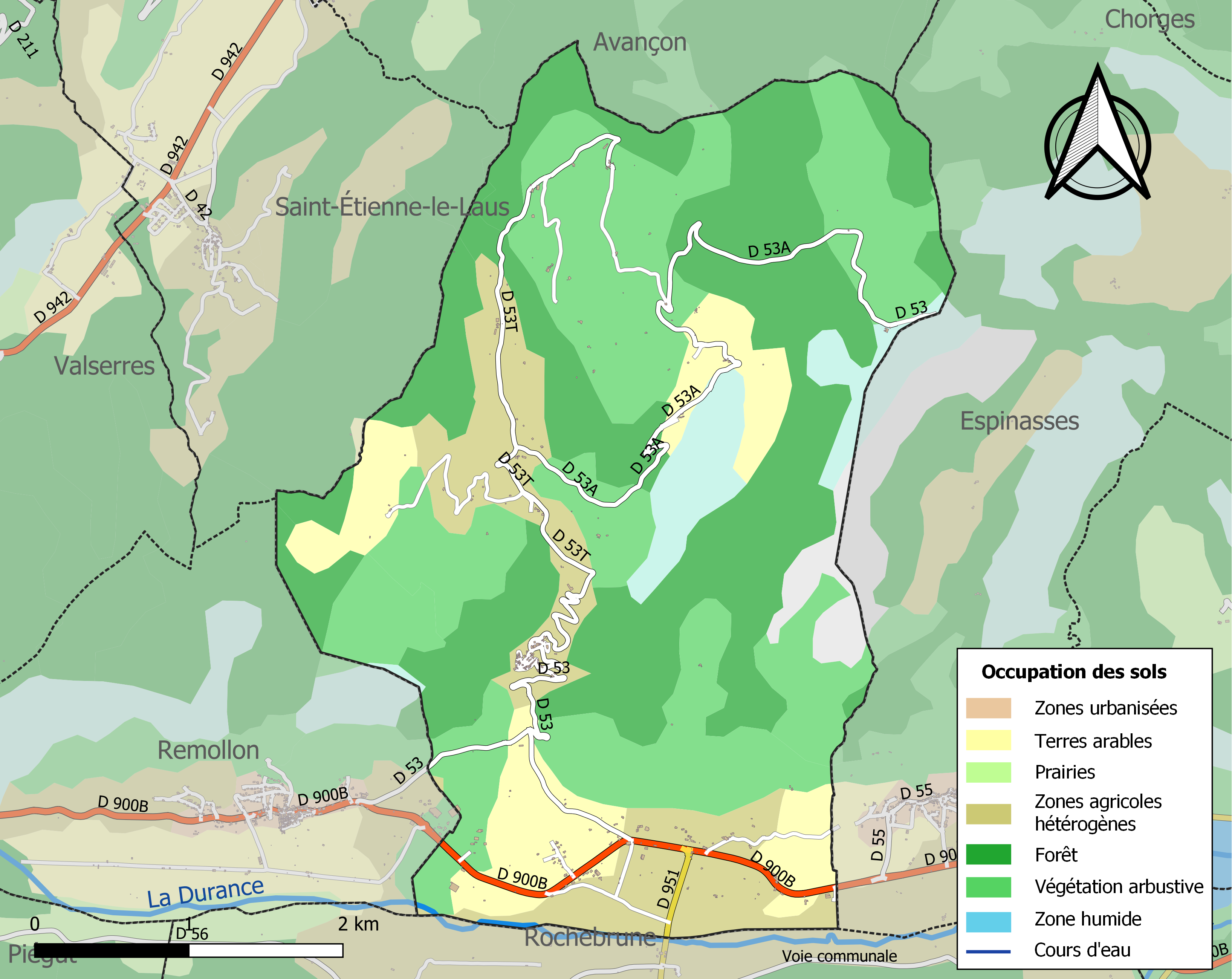
Carte de l'occupation des sols de la commune en 2018 (CLC).

## Toponymie

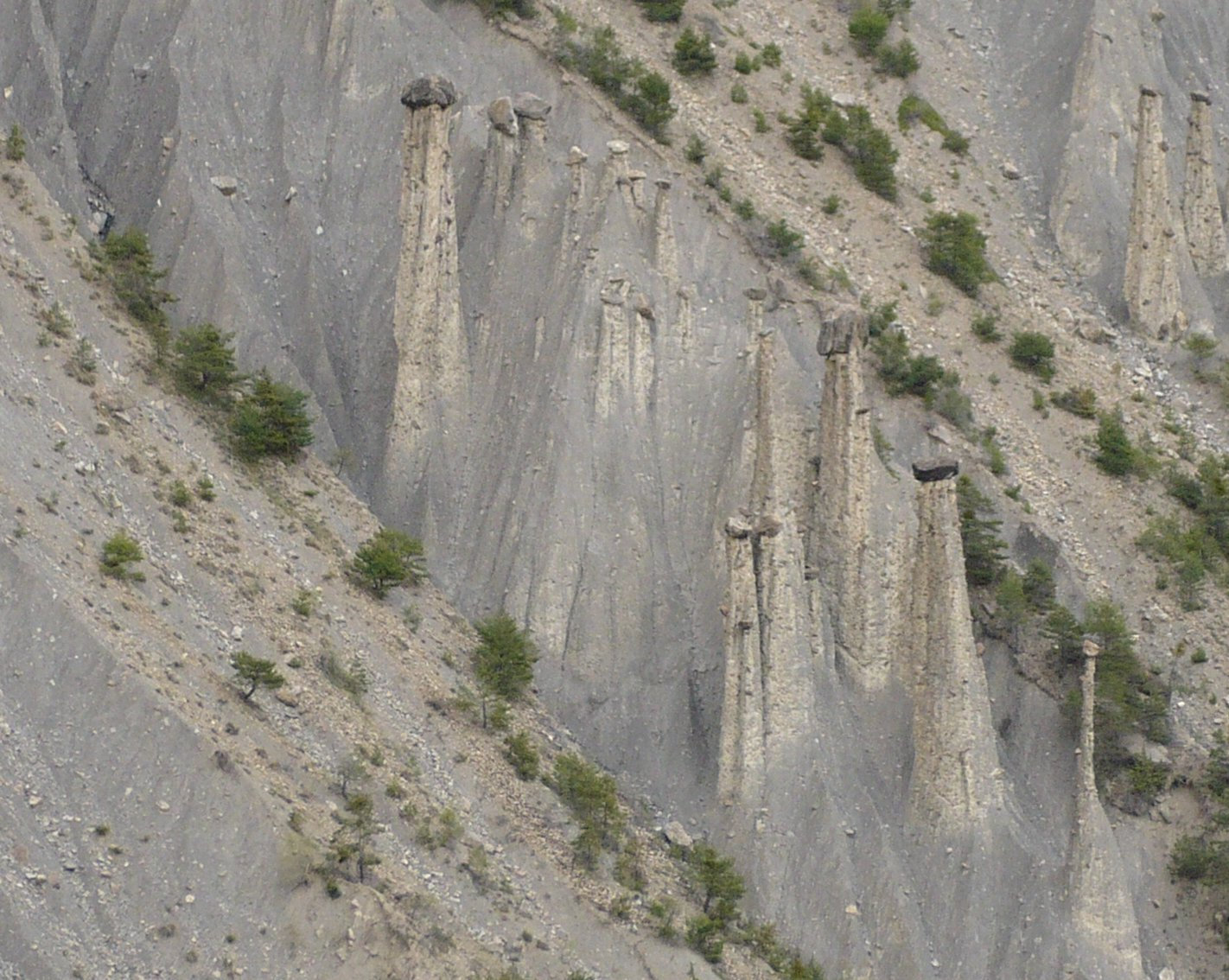
« Salle de bal des demoiselles coiffées ».

Le nom de la localité est attesté sous la forme Teuisium en 1152, Teucium en 1249.
L'étymologie de ce toponyme n'est pas parfaitement éclaircie. On peut penser qu'il a subi une aspiration de son préfixe Tab- rappelant un « trou », pouvant faire allusion à la « Salle de bal des demoiselles coiffées de Théus ». Ces demoiselles sont des formations géologiques dues à l'érosion de couches sédimentaires d'origine fluvio-glaciaire.
Le nom s'écrit Teüs en occitan.

## Histoire
La paroisse de Théus, avec une église dédiée à saint Nicolas, est mentionné dès le XIIe siècle. Comme celle de Remollon qui est voisine, elle dépend de l'abbaye Notre-Dame de Boscodon. Elle se dote de trois chapelles dédiées à saint Jean-Baptiste, saint Antoine et saint Nicolas.
Le premier seigneur connu est Rodolphe d'Orcière (1270-1297). En 1314, Henri Dauphin, régent du Dauphiné, vend la seigneurie à la famille Aynard (1314-1362). En 1371, la famille de Montorcier l'achète pour 1 371 florins ; elle la tient jusqu'en 1501. Le seigneur de Théus avait droit de haute justice sur la paroisse de Rémollon qui dépendait du bailliage d'Embrun. Au XVIe siècle, plusieurs entrepreneurs achètent des concessions à Théus pour des mines d'or, argent, cuivre et plomb. La seigneurie de Théus repasse aux Aynard de 1501 à 1541 puis aux La Piarre qui, en 1605, la vendent pour 4 750 écus aux Bardel qui la gardent jusqu'en 1766. La seigneurie engagiste appartient de 1629 à 1680 à la famille de Bonne ; elle est rachetée par Pierre de Tholozan pour 29 600 livres.
Le culte protestant est pratiqué par les seigneurs de Théus dans leur château jusqu'à son interdiction en 1685 et maintenu par quelques familles jusqu'au début du XVIIIe siècle.

## Politique et administration

### Liste des maires
- Anciens élus par ordre alphabétique :
- Philipe Aubert
- Jean Jacques Chevallier
- Joseph Izoard (1878-1892)
- Moynier du Bourg

| Période                                  | Période   | Identité        | Étiquette | Qualité                             |
| ---------------------------------------- | --------- | --------------- | --------- | ----------------------------------- |
| Les données manquantes sont à compléter. |           |                 |           |                                     |
| mars 1983                                | mars 2004 | Marcel Astier   | SE...     | Agriculteur ...                     |
| mars 2004                                | mars 2014 | Claude Touche   | SE...     | Eaux et Forêts...                   |
| avril 2014                               | En cours  | Gilbert Leydet, |           | Agriculteur sur petite exploitation |

### Intercommunalité
Théus fait partie:
- de 1995 à 2017, de la communauté de communes du Pays de Serre-Ponçon ;
- À partir du 1er janvier 2017, de la communauté de communes Serre-Ponçon Val d'Avance[20].

## Population et société

### Démographie
L'évolution du nombre d'habitants est connue à travers les recensements de la population effectués dans la commune depuis 1793. Pour les communes de moins de 10 000 habitants, une enquête de recensement portant sur toute la population est réalisée tous les cinq ans, les populations de référence des années intermédiaires étant quant à elles estimées par interpolation ou extrapolation. Pour la commune, le premier recensement exhaustif entrant dans le cadre du nouveau dispositif a été réalisé en 2005.

En 2022, la commune comptait 230 habitants, en évolution de +14,43 % par rapport à 2016 (Hautes-Alpes : +0,4 %, France hors Mayotte : +2,11 %).
| 1793 | 1800 | 1806 | 1821 | 1831 | 1836 | 1841 | 1846 | 1851 |
| ---- | ---- | ---- | ---- | ---- | ---- | ---- | ---- | ---- |
| 439  | 393  | 456  | 459  | 531  | 522  | 537  | 504  | 481  |

| 1856 | 1861 | 1866 | 1872 | 1876 | 1881 | 1886 | 1891 | 1896 |
| ---- | ---- | ---- | ---- | ---- | ---- | ---- | ---- | ---- |
| 501  | 503  | 446  | 433  | 421  | 412  | 431  | 370  | 334  |

| 1901 | 1906 | 1911 | 1921 | 1926 | 1931 | 1936 | 1946 | 1954 |
| ---- | ---- | ---- | ---- | ---- | ---- | ---- | ---- | ---- |
| 298  | 276  | 270  | 222  | 200  | 187  | 200  | 164  | 146  |

| 1962 | 1968 | 1975 | 1982 | 1990 | 1999 | 2005 | 2006 | 2010 |
| ---- | ---- | ---- | ---- | ---- | ---- | ---- | ---- | ---- |
| 145  | 144  | 132  | 137  | 140  | 156  | 171  | 174  | 216  |

| 2015 | 2020 | 2022 | - | - | - | - | - | - |
| ---- | ---- | ---- | - | - | - | - | - | - |
| 202  | 221  | 230  | - | - | - | - | - | - |

## Culture locale et patrimoine

### Lieux et monuments
- Le château fort (en ruine), dominant le village. La base du rempart, préservée, entoure le cimetière communal.
- L'église paroissiale Saint-Nicolas-et-Sainte-Luce de Théus, au village.
- Chapelle Saint-Pierre de Théus.
- Chapelle Saint-Jean de Mont Colombis.
- Le mont Colombis : sommet (altitude 1734 mètres), vue panoramique, tables d'orientation, aire d'envol de parapente, relais hertzien, radar météo, chapelle Saint-Jean.
- La chapelle Saint-Pierre, entre le village et le sommet du mont Colombis.
- La « salle de bal des demoiselles coiffées », site géologique classé[25], dans le haut vallon de Valauria (vallée juste au-dessus de Théus).

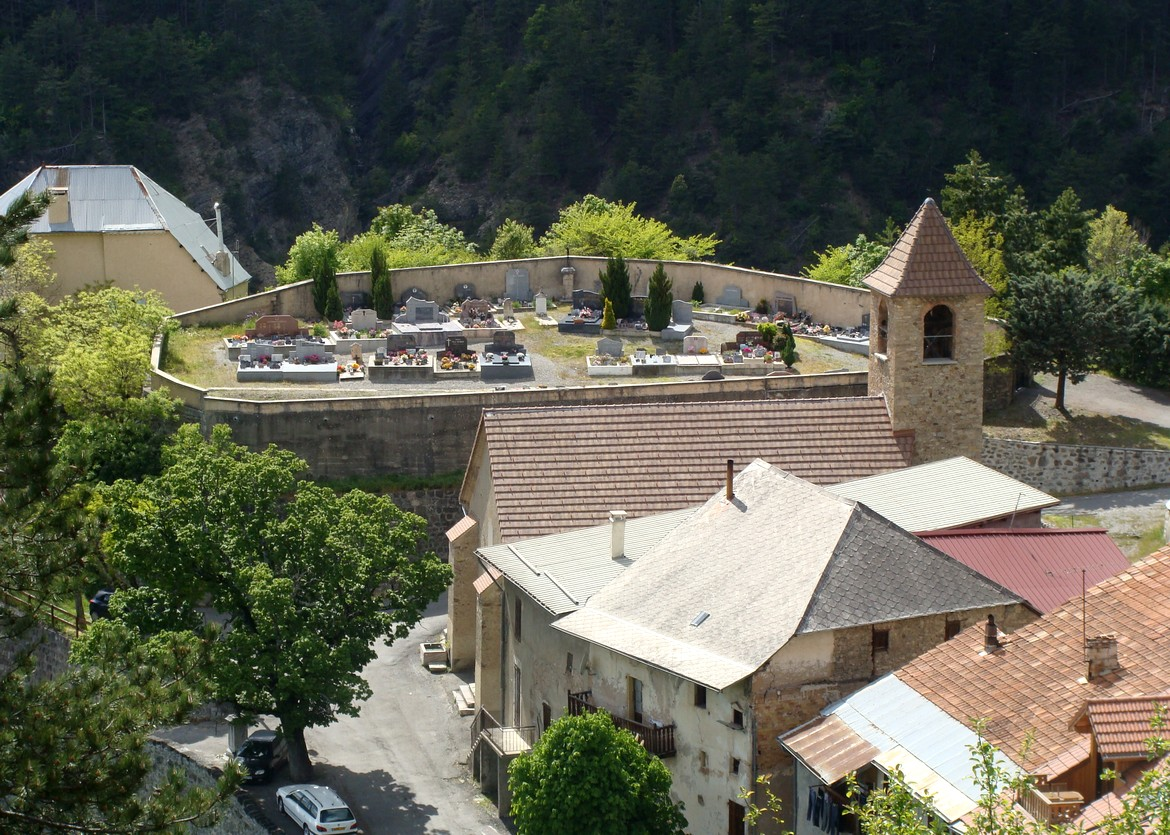
Le cimetière, dans l'enceinte de l'ancien château.
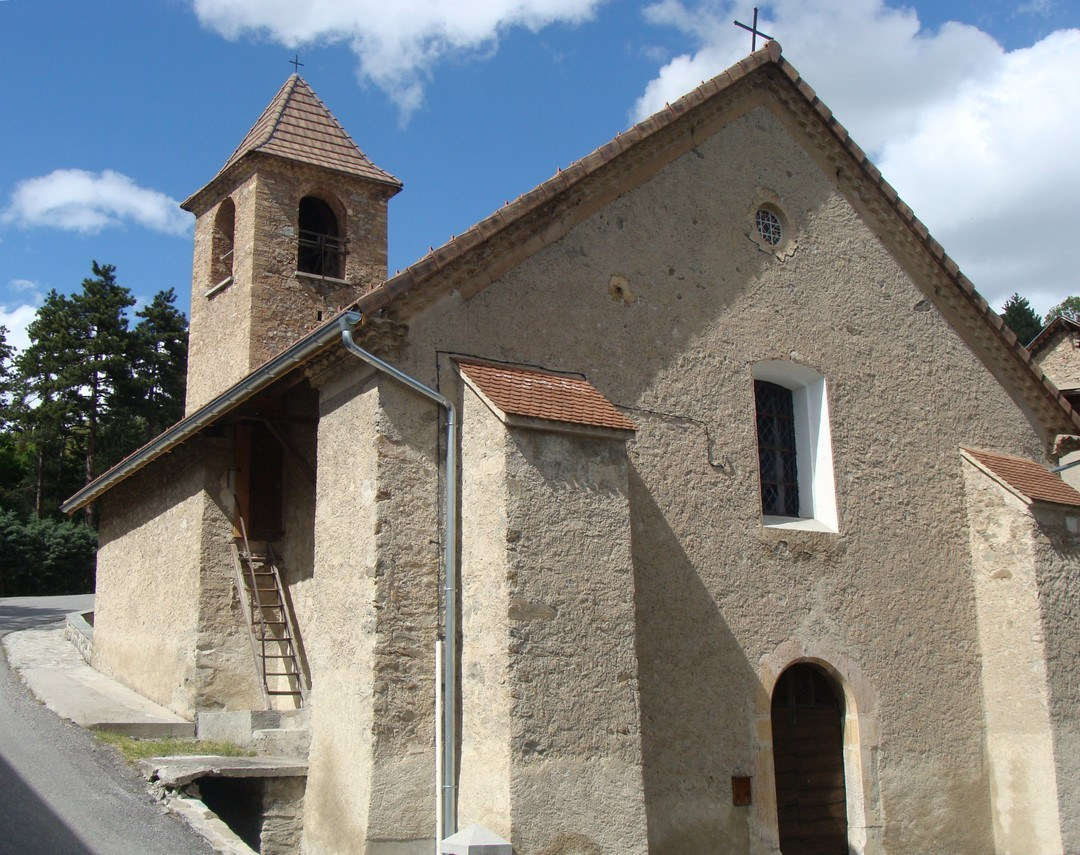
L'église, contreforts face à la pente.
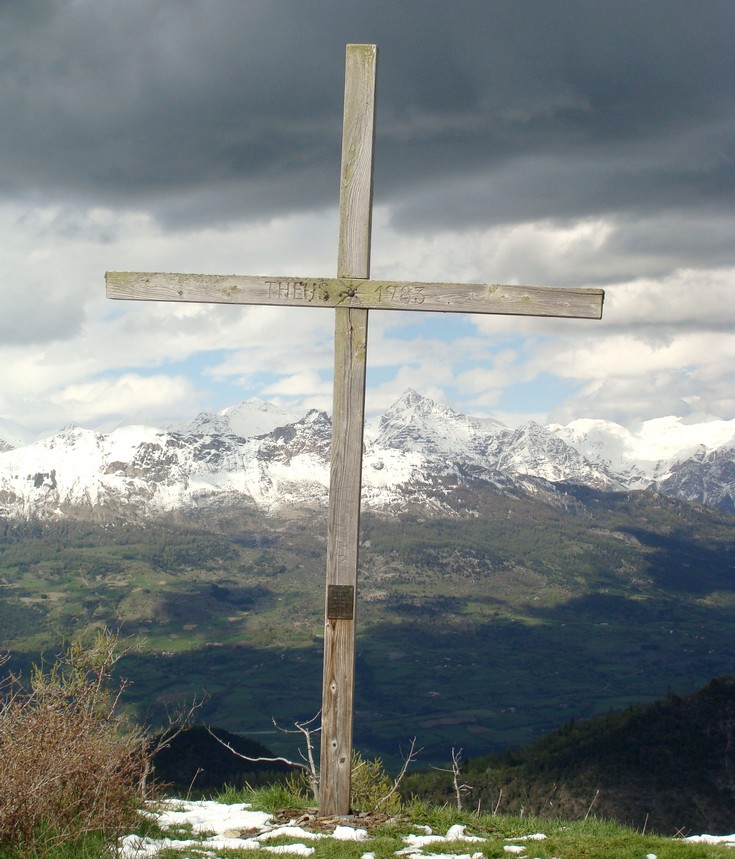
La croix de Théus au sommet du mont Colombis.
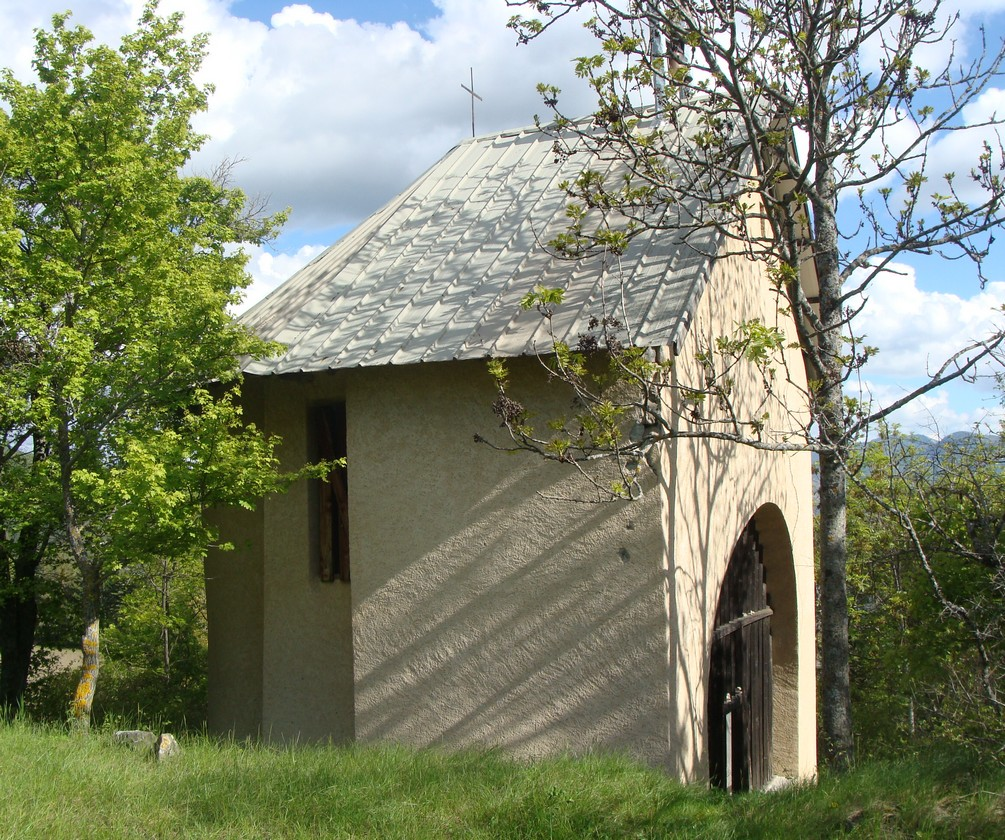
La chapelle Saint-Pierre.
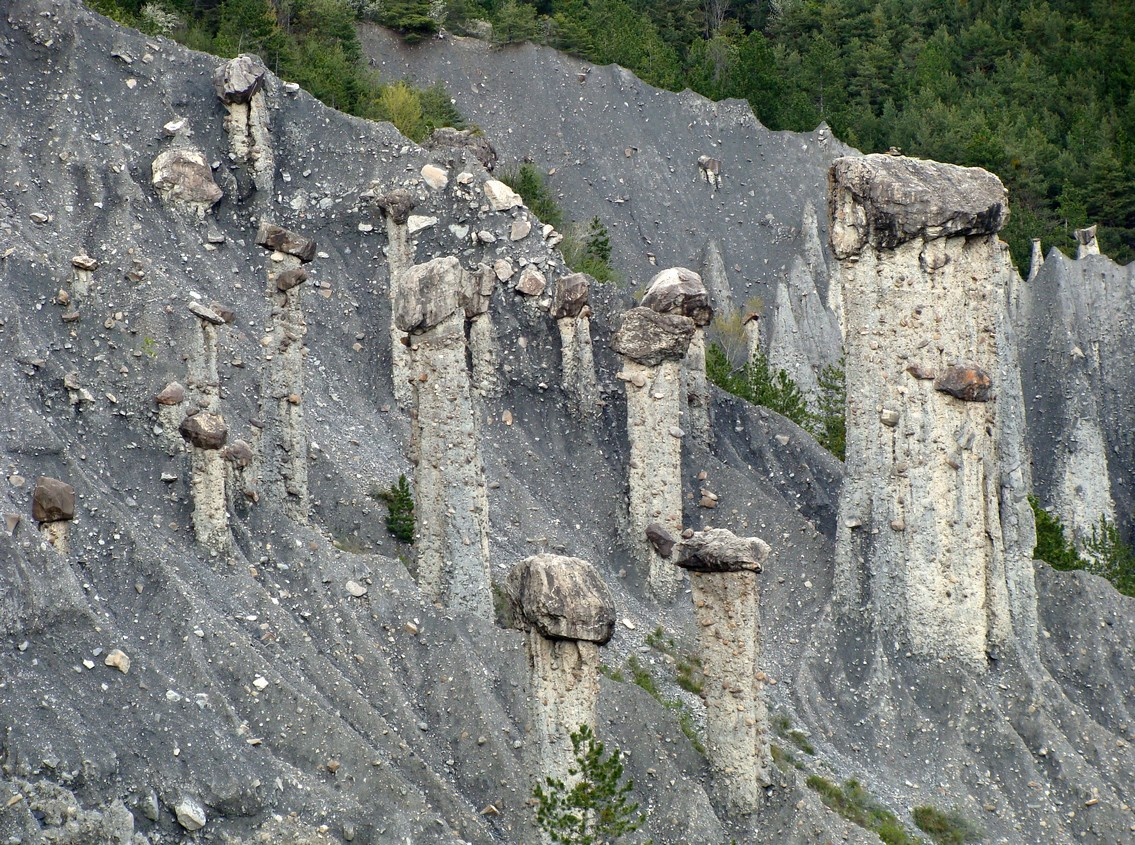
« Salle de bal des demoiselles coiffées ».

### Personnalités liées à la commune
- Achille Victor Fortuné de Vaufreland-Piscatory, vicomte de Vaufreland (1764-1832), général d'Empire, possédait une maison dans le village, au quartier de l'église. Sa femme, Éléonore Élisabeth Pauline de Cressy (1778-1861), passe pour avoir servi de modèle à Jean Giono pour Pauline de Théus, l'héroïne de son roman Le Hussard sur le toit.

### Héraldique
| Blason de Théus | Blason  | Parti : au 1er d'azur à la fasce d'argent accompagnée en chef d'un croissant du même et en pointe de trois losanges cousus de gueules, au 2e aussi de gueules au serpent ondoyant et tortillé d'argent, posé en pal et couronné d'or de cinq rais |
| Blason de Théus | Détails | * Il y a là non-respect de la règle de contrariété des couleurs : ces armes sont fautives. Le statut officiel du blason reste à déterminer. |

## Dans la fiction
- Dans le roman Le Hussard sur le toit de Jean Giono, publié en 1951, une jeune noble, Pauline de Théus, voyage pour rejoindre le château de Théus où vit son mari ; le bâtiment et ses abords sont décrits à la fin du roman[27].